# San Miguel Arcángel
San Miguel Arcángel és una església parroquial a Alastuey, localitat al municipi de Bailo a la província d'Osca, Aragó. L'església, dedicada a l'arcàngel Miquel, fundada al segle XII, és un edifici de pedra d'estil romànic tardà (finals del segle XI o principis del segle XII). Consta de dues naus i un cor semicircular, tots dos recoberts amb lloses de pedra. L'absis se situa l'exterior amb frisos decoratius amb un patró d'escacat jaqués. La torre rectangular probablement s'erigira en temps posteriors a la resta de l'edifici. Té un tornaveu als dos costats del pis superior. Enfront de la portada amb arc de mig punt en el cantó sud s'obre un porxo adossat.